# محوطه داشلی گونی
محوطه داشلی گونی مربوط به عصر آهن است و در شهرستان نیر، بخش مرکزی، دهستان رضاقلی خان قشلاقی، روستای یامچی سفلی واقع شده و این اثر در تاریخ ۱۸ اسفند ۱۳۸۷ با شمارهٔ ثبت ۲۴۹۴۳ به‌عنوان یکی از آثار ملی ایران به ثبت رسیده است.